# Феррер, Ибраим
Ибраи́м Ферре́р (исп. Ibrahim Ferrer Planas; 20 февраля 1927, Сан-Луис близ Сантьяго-де-Куба — 6 августа 2005, Гавана) — кубинский музыкант, прославившийся как певец. На родине его называли «супердедушкой» (исп. Superabuelo).

## Биография
Феррер родился 20 февраля 1927 года в одном из ночных клубов в пригороде Сантьяго-де-Куба. Его не вышедшая замуж мать Аурелия Феррер умерла, когда мальчику было 12 лет, и с этого времени Ибраим, не имевший братьев и сестёр, был вынужден сам зарабатывать себе на жизнь. Он работал чистильщиком обуви и разносчиком газет, а также зарабатывал деньги, играя музыку на улице. Годом позже вместе со своим двоюродным братом он создал музыкальный коллектив «Jovenes del Son».
В дальнейшем Феррер играл во многих группах и быстро получил известность в стране. С 1953 года он играл в оркестре Пачо Алонсо (Пачо Алонсо) и вместе с ним переехал в 1959 году в столицу. В 1991 году Ибраим Феррер завершил свою музыкальную карьеру.
Он вернулся на сцену в 1996 году, получив от Рая Кудера приглашение записать пластинку вместе с другими кубинскими музыкантами (Компаем Сегундо и Рубеном Гонсалесом). Феррер рассказывал, что однажды, когда он чистил обувь, в дверях его дома неожиданно появился Хуан де Маркос и прямо так — в испачканной одежде — отвёз Ибраима в звукозаписывающую студию, где Рубен Гонсалес играл на фортепьяно песню «Candela», которая когда-то сделала Феррера знаменитым на Кубе. Феррер запел, а Кудер попросил его записать эту песню.
Записанный Кудером в 1997 году альбом «Buena Vista Social Club» получил в 1998 году премию «Грэмми». Финальный аккорд в триумфальном возвращении на сцену Феррера и других кубинских музыкантов поставил документальный фильм Вима Вендерса 1999 года «Клуб Буэна Виста».
Сольный альбом Феррера «A toda Cuba le gusta» номинировался на «Грэмми». В 2004 году Феррер получил «Грэмми» за свой альбом «Buenos hermanos» в категории «Best Traditional Tropical Latin Album». В 2000 году в возрасте 72 лет Феррер стал обладателем латинской «Грэмми» в категории «Лучший дебют».
Феррер умер вскоре после своего возвращения из европейского турне в одной из клиник Гаваны и был похоронен на кладбище имени Христофора Колумба в Гаване.

## Дискография
- 1960 — Mis tiempos con Chepín y su Orquesta Oriental
- 1973 — записи с «Los Bocucos»
- 1999 — Buena Vista Social Club Presents: Ibrahim Ferrer
- 2000 — Tierra Caliente: Roots of Buena Vista
- 2002 — Mis tiempos con Chepín
- 2002 — La collección Cubana
- 2002 — Tiempos con Chepín y Su Orquesta
- 2003 — Buenos hermanos
- 2004 — Que bueno está
- 2005 — Ay, candela
- 2007 — Mi sueño
- 2007 — Rhythms del Mundo